# Lady Musgrave Island
Lady Musgrave Island (in lingua aborigena: Wallaginji, che in italiano significa "bellissima barriera corallina") è un'isola corallina che fa parte del gruppo Capricorn e Bunker. Si trova al largo della costa centrale del Queensland, in Australia. Appartiene alla Local government area della Regione di Gladstone e fa parte del Capricornia Cays National Park.

## Geografia
Lady Musgrave Island si trova 96 km a nord di Bundaberg; ha un'area di 19,47 ha e si trova su una piattaforma corallina di circa 29,3 km² che comprende una vasta laguna.

### Fauna
L'isola è luogo di nidificazione della tartaruga verde e della tartaruga comune. Piccoli squali pinna bianca e squali leopardo si vedono spesso a caccia nelle secche intorno all'isola.
Nidificano sull'isola una grande numero di uccelli migratori e residenti: la sterna stolida nera, la sterna dalle redini, la sterna nucanera, il gabbiano australiano, la berta del Pacifico
il voltapietre, il piro-piro asiatico e la Tringa incana.
La pittima minore, il piviere dorato del Pacifico, il corriere della Mongolia, il rallo bandecamoscio, la garzetta di Reef, la beccaccia di mare orientale, la 
beccaccia di mare fuligginosa e una sottospecie di occhialino dorsogrigio (Zosterops lateralis chlorocephalus).

## Storia
L'isola prende il nome da Jeannie Lucinda Musgrave, seconda moglie di Sir Anthony Musgrave, governatore coloniale del Queensland (1883-1888).
Ci furono operazioni di estrazione del guano sull'isola nel decennio del 1890. Le prime strutture turistiche costruite sull'isola risalgono agli anni Trenta del 1900.
L'area riveste un'importanza culturale per i tradizionali proprietari: i gruppi Taribelang Bunda, Bailai, Gooreng Gooreng e Gurang.